# Dianthus cincinnatus
Dianthus cincinnatus là loài thực vật có hoa thuộc họ Cẩm chướng. Loài này được Lem. mô tả khoa học đầu tiên năm 1864.